# Hôtel-Dieu de Dole

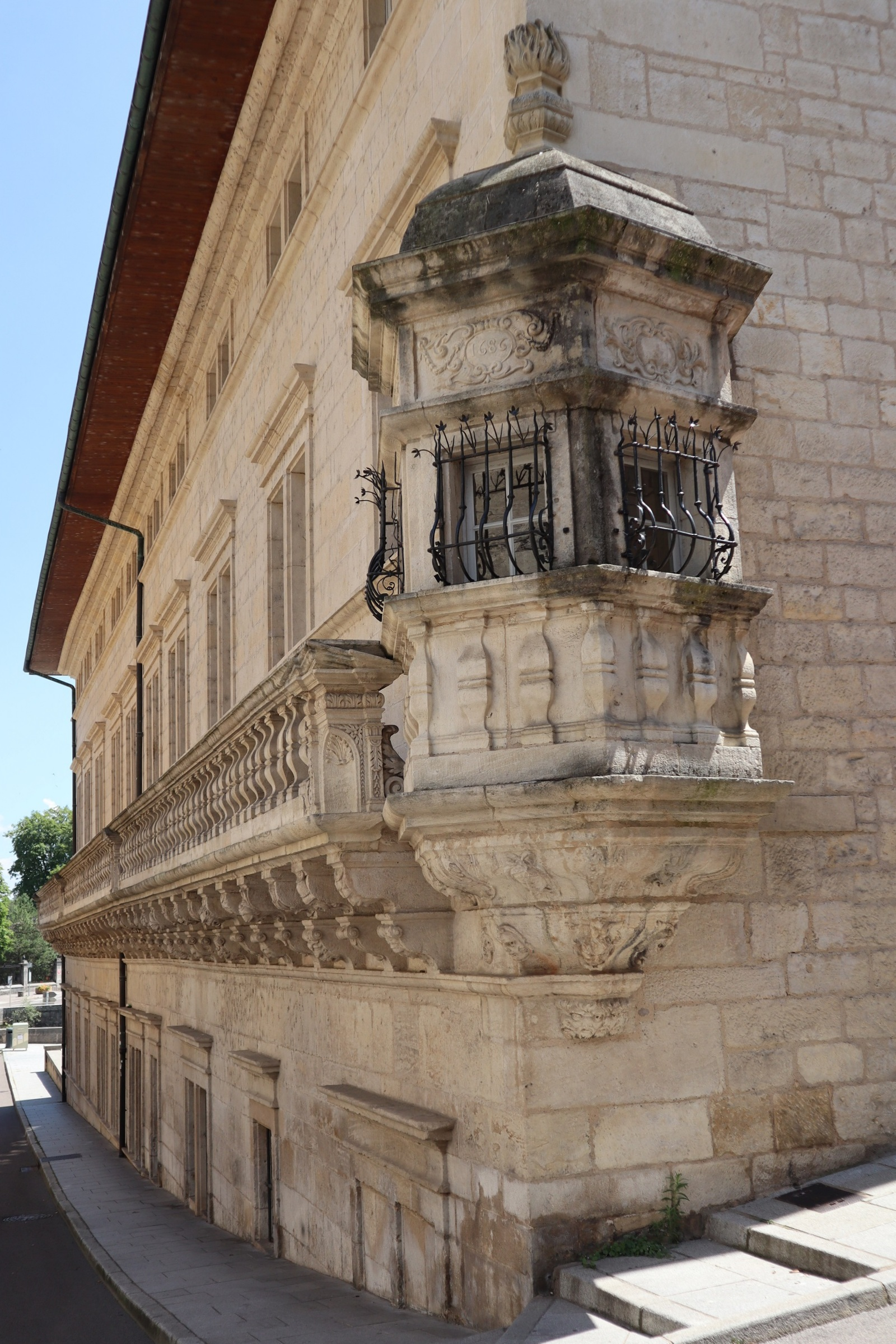
Hôtel-Dieu van de stad Dole

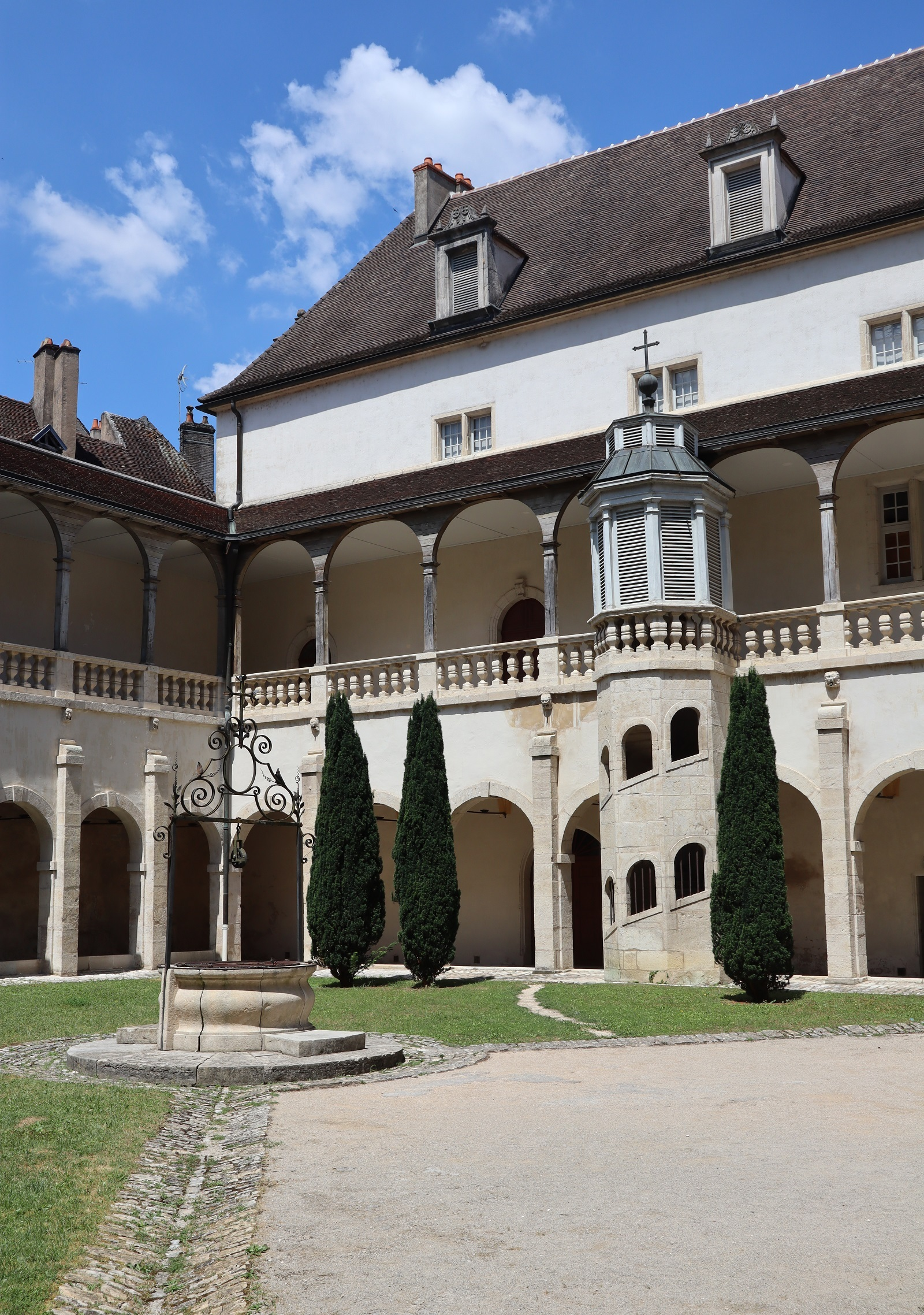
Binnenplaats met slakkenhuisvormige trap

Het Hôtel-Dieu in Dole (Frans departement Jura) was een ziekenhuis van 1624 tot 1973. De bouw dateert van de Spaanse overheersing in Franche-Comté, deel van het Heilige Roomse Rijk (17e eeuw). 

## Andere namen
- Hôpital civile et militaire (19e eeuw)
- Hôpital Louis Pasteur (20e eeuw)

## Historiek
De bouw van het Hôtel-Dieu startte in het jaar 1613, op beslissing van Jean Boyvin. Boyvin was voorzitter van het parlement van het vrijgraafschap Bourgondië (of Franche-Comté). De Spaanse landvoogdes van het vrijgraafschap (en van de Spaanse Nederlanden), aartshertogin Isabella, had hiermee ingestemd. Boyvin en andere notabelen van de stad vonden het nodig een groot gasthuis op te richten omdat er onvoldoende capaciteit was in het Saint-Esprit gasthuis, alsook in andere godshuizen en huizen van weldadigheid.  
De stijl van het gebouw is Renaissance. De eerste patiënten konden verzorgd worden in 1624. De bouw van het ziekenhuis liep vertraging op door oorlogen met het buurland Frankrijk. De bouwwerf gaf een kenmerkend uitzicht aan Dole gedurende de 17e eeuw. Tussen 1636 en 1674 werd de bouw ettelijke malen stil gelegd. In 1674 was het ziekenhuis klaar: een vierkanten gebouw met fraaie toegangspoort, een binnenplaats met waterput, een kapel, een slakvormig trappenhuis, een apotheek en het bureau van de hoofdzuster. Daarbuiten bevond zich een groot terras gericht naar het Canal des Tanneurs, een hoeve en een boomgaard. Sinds de definitieve aanhechting van Franche-Comté bij het koninkrijk Frankrijk, na de Vrede van Nijmegen (1678), werd de naam Hôtel-Dieu pas goed ingeburgerd.
De verzorging van zieken op grote schaal vereiste dat zusters van het Hospices van Beaune zich vestigden in Dole. Het ziekenhuis telde een 60-tal bedden. Een ziekenhuisvleugel met 25 bedden werd bijgebouwd in de 19e eeuw; deze was uitsluitend bestemd voor zieke soldaten. 
De inkomsten van het Hôtel-Dieu waren divers: opbrengsten van vastgoed en beleggingen, en sinds de 19e eeuw financiële tussenkomsten van de Franse staat voor de verzorging van militairen.
Sinds 1928 is het Hôtel-Dieu beschermd historisch erfgoed van Frankrijk. De stad Dole palmde geleidelijk aan panden in van het ziekenhuis.

## Einde ziekenhuis
In 1973 stopten de ziekenhuisactiviteiten. Er bleef wel nog een geriatrische afdeling bestaan tot in 1998. Nadien werd het Hôtel-Dieu gerenoveerd. De stad Dole bracht er in het jaar 2000 haar archieven onder, alsook een bibliotheek en een mediatheek.